# رمل علی
رمل علی (به انگلیسی: Rimal Ali) مدل و رقصنده پاکستانی است.
او یک زن ترنس است.